# VANGL2
VANGL2‏ (VANGL planar cell polarity protein 2) هوَ بروتين يُشَفر بواسطة جين VANGL2 في الإنسان.